# Jan Kjærstad

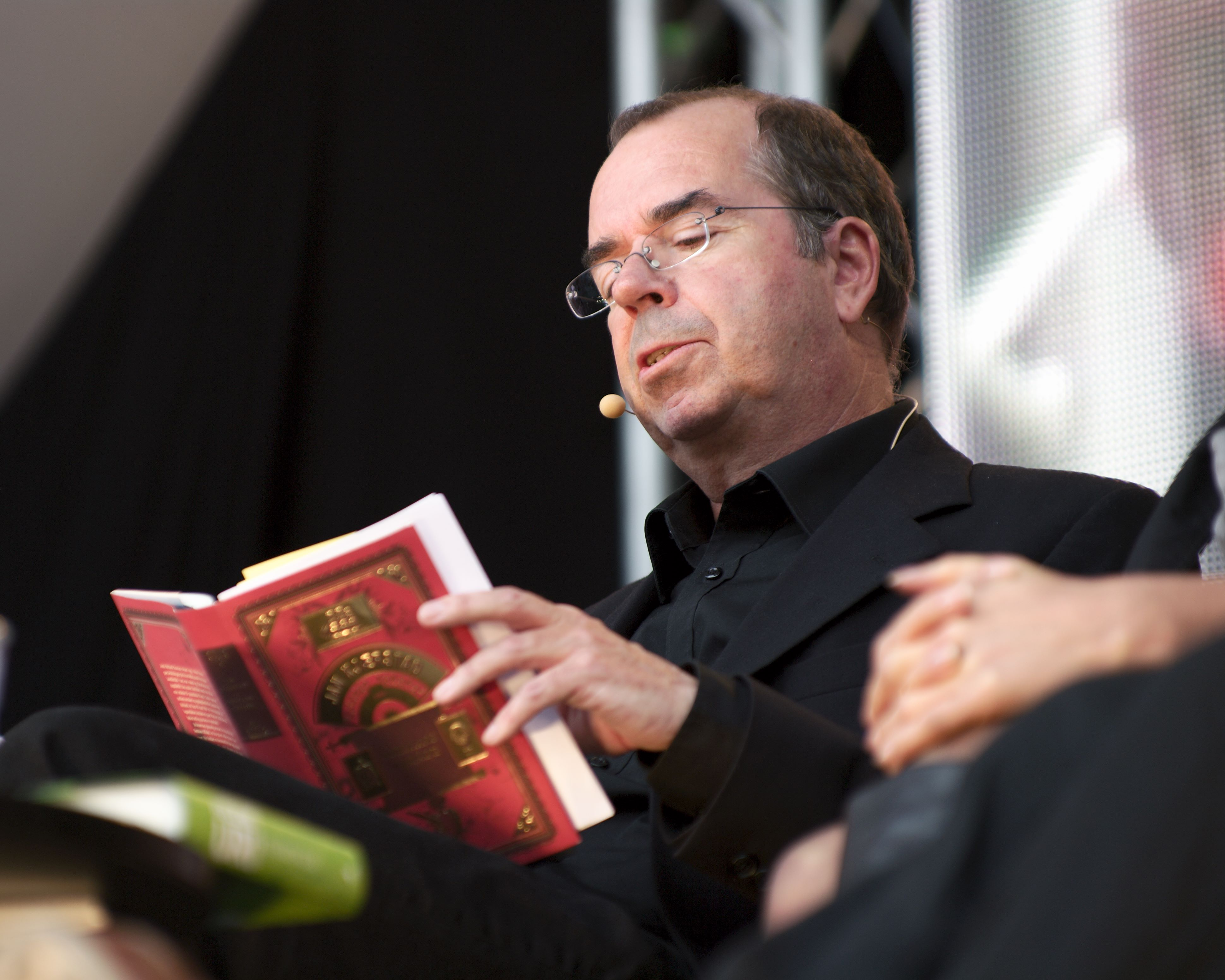
Jan Kjærstad auf dem Oslo bokfestival 2011

Jan Kjærstad (* 6. März 1953 in Oslo) ist ein norwegischer Schriftsteller.
Er studierte an der privaten Hochschule für Theologie in Oslo (Det teologiske Menighetsfakultet). Unter seinen zahlreichen Publikationen finden sich Romane, Novellen, Essays, Bilderbücher, Kurzgeschichten und Artikel. Von 1985 bis 1989 war Jan Kjærstad Redakteur der Literaturzeitschrift Vinduet.

## Homo Falsus oder Der perfekte Mord
Homo Falsus wird oft als der erste postmoderne Roman in Norwegen bezeichnet, von einigen Forschern sogar als einer der wichtigsten Romane der Postmoderne überhaupt. Jan Kjærstad „spricht sich [jedoch] für die Vereinbarkeit von Realismus, Modernismus, Postmodernismus sowie Metafiktion aus und widmet sich explizit einer formalen Erneuerung des Romans, die er aufgrund der gesellschaftlichen Veränderungen im Informationszeitalter für dringend geboten hält.“ (Wischmann 2002, 280)
In Homo Falsus schreibt ein Schriftsteller (zugleich Erzähler und Figur innerhalb des Romans) einen Roman über eine Frau (sie nennt sich Greta), die drei Männern Briefe schreibt, sie damit in eine Wohnung lockt und beim Sex verschwinden lässt bzw. ermordet (den „perfekten Mord“ begeht). Diese wiederum schreibt einen Roman über einen Schriftsteller, der über eine mordende Frau schreibt. Plötzlich entdeckt der Schriftsteller Artikel über drei vermisste Männer in der Zeitung und bekommt selbst Briefe von einer Frau, die er für die Mörderin aus seinem Roman hält. Verzweifelt versucht er, sich seinem Schicksal zu entziehen, indem er seiner Figur ein Motiv gibt und einen Detektiv in die Geschichte einbringt, der den Fall lösen soll…
Homo Falsus ist ein Roman über einen Schriftsteller, der einen Roman schreibt. Die Entstehung des Romans wird metafiktiv im Roman selbst thematisiert (Persson 2002, 83) und lenkt somit das Augenmerk des Lesers auf die Künstlichkeit des Textes. Außerdem wird die Grenze zwischen Fiktion und Wirklichkeit immer wieder in Frage gestellt, denn ”[d]ie Sprache, die die Wirklichkeit beschreiben soll, ist selbst eine Fiktion. Wir müssen lernen, damit zu leben” (Kjærstad 1996, 35). Metafiktion ist sich „bewusst, dass Literatur immer nur Nachahmung sein kann […]“ (Ableitinger 1995, 118). Der Roman kritisiert sich selbst, indem er den Dichter entmystifiziert (124), zum Beispiel gibt der Erzähler zu, in seinem vorigen Roman ganze Absätze aus anderen Büchern übernommen zu haben (Kjærstad 1996, 265).
Laut Ortheil ist ein Kennzeichen des postmodernen Romans, dass der Autor/Erzähler durch Strukturen ersetzt wird, die „dem Leser die entscheidende Arbeit zumuten“ (Ortheil 1987, 126). Folglich muss der Leser Zeichen deuten können und selbst Antworten finden. Auch in Homo Falsus ist die Abstraktionsfähigkeit des Lesers gefordert.
Die Struktur des Romans ist derart verschachtelt und kompliziert, dass es schwerfällt, den Inhalt wiederzugeben, geschweige denn ihn zusammenzufassen. Das Leseerlebnis folgt dem „Mosaik-Prinzip“: Alle Dinge sind in irgendeiner Weise miteinander verknüpft, stehen zueinander in irgendeiner Beziehung (Anhalt 2002, 25/26). Somit entstehen auch viele verschiedene Möglichkeiten, den Roman zu lesen und zu interpretieren.
Der Text selbst ist wie ein Labyrinth gestaltet: „Wo der Text vorgibt, sich zu erklären, führt er nur immer weiter in sein Labyrinth hinein“ (Anhalt 2002, 43/44). Auf der Erzählebene erscheint die Struktur wie ein Möbiusband: Ein auf Fiktionsebene wirklicher Erzähler schreibt die fiktive Figur „Greta“. Diese wiederum schreibt die fiktive Figur „Erzähler“ (vgl. Anhalt 2002, 24ff). Die Form der Erzählung soll „zur selbstständigen Funktion, zu einem kognitiven Raster [werden]“ (Graf 1999, 48).
Muster tauchen immer wieder und in verschiedenen Kombinationen auf (Mandala, Mosaik, Tangram-Figuren am Anfang jedes Kapitels, schwarz-weiße Kacheln und Klaviertasten, mannigfaltige Salatkombinationen des Schriftstellers/Erzählers, das Straßennetz von Oslo und die Muster, die die Flaneure hineinzeichnen, die Binarität von 0 und 1 etc.). Sie dominieren die Struktur des Romans.
Elemente innerhalb des Textes wiederholen sich, wenn auch in anderer Konstellation oder unter anderem Namen. So finden sich signifikante Ähnlichkeiten zwischen den Lebensgeschichten der drei Männer, wie zum Beispiel ihre Berufe (Jurist, Theologe und Offizier), die sich mit denen ihrer Väter überschneiden (Major, Jurist und Pastor). Oder die Großväter, die „allen dreien einen Gegenstand [vererben], der zum Schatz Napoleons führen soll“ (Anhalt 2002, 39). Alle Attribute, die den Figuren zugeschrieben werden, sind miteinander vernetzt und bilden ein zusammenhängendes Muster. Diese Vernetzung parodiert also in gewisser Weise Individualität, da die fünf Romanfiguren genauso gut eine einzige Person sein könnten.
Kjærstads Roman liest sich wie eine Enzyklopädie, da er viele verschiedene Erzählungen und Texte in die Erzählung enthält (Detektivroman, Trivialliteratur, wissenschaftliche und politische Texte, Science Fiction, EDV-Texte, Texte über Musik, Kunst, Literatur etc.) und den Leser mit Informationen und Referenzen regelrecht bombardiert. Für Vera Ableitinger sind „[d]ie Texte […] Amalgame aus Elementen von Schön- und Trivialliteratur, Wissenschaft und Pop-Kultur“ (Ableitinger 1995, 118). Diese Amalgamierung erzeugt Ironie – ein Charakteristikum der Metafiktion –, da sie verschiedenste belletristische Gattungen nachahmt (119).
Einige der Texte enthalten Fehler und begründen somit die „Unzuverlässigkeit sämtlicher Erzählinstanzen“ (Wischmann 2002, 300). So gibt auch Greta zu, dass sie in ihrer Abschlussarbeit über Mao Zedong einst Fehler einbaute (Kjærstad 1996, 137). Hierbei ist abermals der Leser gefordert, denn „Homo falsus parodiert die Postmoderne […], die Verführung des Lesers durch den Roman steht im Mittelpunkt“ (Ableitinger 1995, 125/26). Die Fehler im Text sind Kritik an Massen-/Medienkultur, die alles auf pure Unterhaltung reduziert (Persson 2002, 82).
Wichtige Medien innerhalb der Erzählung sind Film und Computer. Besonders der Film hat einen hohen Stellenwert im Leben der Figuren. Die drei Männer trafen ihre Berufswahl anhand von Filmen, zum Beispiel Paul Ruud, der beschließt Jura zu studieren, nachdem er einen Spencer-Tracy-Film gesehen hat. Oder Greta, die sich ihr Pseudonym nach Greta Garbo gab und den Männern Szenen aus ihren Filmen vorspielt, bevor sie sie „verschwinden lässt“. Auch der Diskurs über den Film verzerrt die Grenze zwischen Fiktion und Wirklichkeit (vgl. auch Persson 2002, 100ff).
Im Roman finden sich zahlreiche EDV-Referenzen. Der fiktive Verfasser/Erzähler gibt vor, einen Teil des Textes mit Hilfe eines Computerprogramms erstellt zu haben: „Kjærstad dekonstruerar […] ett antal traditionella föreställningar om författaren“ (Kjærstad dekonstruiert einige traditionelle Vorstellungen über den Autor) (Persson 2002, 109). Der Autor wird überflüssig, der Roman schreibt sich selbst.
Auch die Struktur liest sich wie ein Computerprogramm: drei Geschichten/Episoden mit einer begrenzten Anzahl von Elementen, aber einer Unzahl von Variationen (Persson 2002, 105; siehe auch Anhalt 2002, 36ff). Gretas Geschichte über ihren Ex-Ehemann wird in drei verschiedenen Versionen mit dem biographischen Hintergrund dreier Personen (Schönberg, Joyce, Picasso) erzählt etc. Die Funktion dieser Referenzen ist für Persson folgende: „Det kulturellt höga (skriftkulturen) sidoställs och konfronteras med det kulturellt låga (teknologin)“ (Das kulturell „hohe“ (die Schriftkultur) wird neben das kulturell „niedrige“ (die Technologie) gestellt und mit ihm konfrontiert) (Persson 2002, 102). So schrieb Leslie Fiedler bereits 1968 in seinem Aufsatz Überquert die Grenze, schließt den Graben!, „[...] daß diese Überbrückung der Kluft zwischen Elite- und Massenkultur die exakte Funktion des Romans heute ist“ (Fiedler 1968, 20).
Letztendlich scheitert der Erzähler am Ende des Romans. Beim Schreiben des „neuen Menschen“, des „homo recens“, einem Menschen ohne Motive und ohne Gründe, hat er versagt und muss erkennen, dass „der Roman, allen neueren Theorien und [s]einem gesenktem Ehrgeiz zum Trotz, vielleicht doch ein Fühlhorn in die Peripherie der Wirklichkeit ausstreckt“ (Kjærstad 1996, 163). Als er sich durch seine Romanfigur bedroht fühlt, weiß er keinen anderen Ausweg mehr als einen Detektiv einzubringen, die typische Figur des postmodernen Romans (zum Beispiel in Paul Austers New York Trilogie). Roald With wird geschrieben, um „das Programm zu beenden“ (Wischmann 2002, 303), das Möbiusband zu durchtrennen, Greta ein Motiv für ihr Handeln zu geben. Der Versuch misslingt, da die Ermittlungsmethoden des Detektivs selbst konstruiert wirken (vgl. Persson 2002, 130) und „Greta sich weigert, geschrieben zu werden“ (303). Nach dem Besuch des Detektivs hat sie eine Idee:
„Ein Schriftsteller. Sie wollte die Geschichte eines Schriftstellers schreiben, der ein Buch über die neue Strategie einer Frau schreibt. Eine Rahmenerzählung für einen fiktiven Roman. Eigentlich nur eine Konsequenz. Sich selber schreiben. […] Das Unmögliche möglich machen“ (Kjærstad 1996, 432).
2018 beschrieb er in einem Interview mit Klaus Rothstein für das Louisiana Museum of Modern Art in Dänemark seine literarische Methode „Eine Geschichte schreiben, heißt zunächst Ideen und Fragmente von Dialogen wild zu sammeln“. Um sie zeitlich zu sortieren schreibe er mit verschiedenen Stiften und auf verschiedene Blätter und verstaue dies in einer Mappe und erst wenn er ungeduldig auf das Ende ist, lasse er „die Fragmente aufeinanderprallen und kristallieren... Ich sehe dann, wo der Text brennt, wo er heiß ist. Ich versuche dann dort etwas herauszufischen und auszuarbeiten (...) Dabei sind die Ideen manchmal schneller als meine schreibende Hand.“

## Werke
- Kloden dreier stille rundt (1980, Kurzgeschichten)
- Speil (1982, Roman)
- Homo falsus eller det perfekte mord (1984, Roman) → 1996 ins Deutsche übersetzt von Gabriele Haefs: Homo falsus oder der perfekte Mord (Rotbuch Verlag, 1998 als Rowohlt Taschenbuch erschienen)
- Det store eventyret (1987, Roman)
- Menneskets matrise (1989, Essaysammlung)
- Jakten på de skjulte vaffelhjertene (1989, Bilderbuch, 1990 ins Deutsche übersetzt von Hinrich Schmidt-Henkel: Das Waffelfest im Hochhaus, Boje-Verlag)
- Rand (1990, Roman) → 1994 ins Deutsche übersetzt von Angelika Gundlach: Rand (Eichborn Verlag, Reihe Die Andere Bibliothek, 2003 als List-Taschenbuch erschienen)
- Forføreren (1993, Roman)→ 1999 ins Deutsche übersetzt von Angelika Gundlach: Der Verführer (Kiepenheuer & Witsch, 2001 als List-Taschenbuch erschienen)
- Hos sheherasad, fantasiens dronning (1995, Bilderbuch)
- Erobreren (1996, Roman) → 2002 ins Deutsche übersetzt von Angelika Gundlach: Der Eroberer (Kiepenheuer & Witsch, 2004 als List-Taschenbuch erschienen)
- Menneskets felt (1997, Essaysammlung)
- Oppdageren (1999, Roman) → 2004 ins Deutsche übersetzt von Hinrich Schmidt-Henkel: Der Entdecker (Kiepenheuer & Witsch, 2006 als List-Taschenbuch erschienen)
- Tegn till kjærlighet (2002, Roman)
- Kongen av Europa (2005, Roman) → 2016 ins Deutsche übersetzt von Alexander Riha: Der König von Europa (Septime)
- Jeg er brødrene Walker (2008, Roman) → 2013 ins Deutsche übersetzt von Bernhard Strobel: Ich bin die Walker Brüder (Septime)
- Normans område (Roman, 2011) → 2017 ins Deutsche übersetzt von Bernhard Strobel: Das Norman-Areal (Septime)
- Slekters gang (Roman, 2015) → 2020 ins Deutsche übersetzt von Bernhard Strobel: Femina erecta (Septime)
- Berge (2017, Roman) → 2019 ins Deutsche übersetzt von Bernhard Strobel: Berge (Septime)
- Mr. Woolf (2019, Roman) → 2019 ins Deutsche übersetzt von Bernhard Strobel: Mr. Woolf (Septime)
- Femina erecta (Roman) → 2020 ins Deutsche übersetzt von Bernhard Strobel: Femina erecta oder Der Pfad der Geschlechter (Septime)
- En tid for å leve (2021, Roman)

## Ehrungen
Für sein literarisches Schaffen wurde er mehrfach ausgezeichnet.
- 1993 Aschehoug-Preis
- 1998 Henrik-Steffens-Preis
- 2000 Doblougpreis
- 2001 Literaturpreis des Nordischen Rates
- 2013 Preis der Norwegischen Akademie

## Weiterführende Literatur
- Ableitinger, Vera. 1995. Das Labyrinth der Schrift – Metafiktive und postmoderne Elemente in Jan Kjærstads Homo Falsus und Svend Åge Madsens Lad tiden gå. In: Glienke, Bernhard (Hrsg.). Skandinavistik – Zeitschrift für Sprache, Literatur und Kultur der nordischen Länder. (1995) 25/2. 114–134. ISSN 0342-8427.
- Anhalt, Astrid. 2001. Schreib-Spiele mit Systemen im Spiegel der Dekonstruktion. Lektüren zu Homo falsus von Jan Kjærstad, brev i april von Inger Christensen und Ifølge loven von Solvej Balle. München: Herbert Utz Verlag. Diss. ISBN 3-8316-0195-X.
- Fiedler, Leslie. 1968. „Überquert die Grenze, schließt den Graben!“ In: Wittstock, Ute (Hrsg.). Roman oder Leben – Postmoderne in der deutschen Literatur. Leipzig: Reclam-Verlag. 14–40. ISBN 3-379-01516-4.
- Gisler, Sonja. 1999. "Die Stadt als Dschungel – oder: Im Dschungel der postmodernen Literatur. Jan Kjærstads Homo Falsus und Rand. In: Heitmann, Annegret (Hrsg.). "Arbeiten zur Skandinavistik. 14. Arbeitstagung der deutschsprachigen Skandinavistik, 1.–5.9.1999 in München." (2001). 153–160. (=Texte und Untersuchungen zur Germanistik und Skandinavistik; 48). Peter Lang Verlag. ISBN 978-3-631-37226-5.
- Graf, Guido. 1999. Palimpseste der Wirklichkeit. Narrative Strategien in Romanen von William Gaddis und Jan Kjærstad. In: Neubauer, John; Wertheimer, Jürgen (Hrsg.). Arcadia – Zeitschrift für Allgemeine und Vergleichende Literaturwissenschaft. (1999) 34. 35–49. ISSN 0003-7982.
- Ortheil, Hanns-Josef. 1987. „Was ist postmoderne Literatur?“. In: Wittstock, Ute (Hrsg.). Roman oder Leben – Postmoderne in der deutschen Literatur. Leipzig: Reclam-Verlag. 125–135. ISBN 3-379-01516-4.
- Persson, Magnus. 2002. Kampen om högt och lågt. Studier i den sena nittonhundratalsromanens förhållande till masskulturen och moderniteten. Stockholm: Brutus Östlings Bokförlag Symposium. ISBN 91-7139-571-7.
- Wischmann, Antje. 2002. Verdichtete Stadtwahrnehmung – Untersuchungen zum literarischen und urbanistischen Diskurs in Skandinavien 1955–1995. Berlin: Berliner Wissenschafts-Verlag GmbH. ISBN 3-8305-0361-X.